# Leandra australis
Leandra australis är en tvåhjärtbladig växtart som först beskrevs av Adelbert von Chamisso, och fick sitt nu gällande namn av Célestin Alfred Cogniaux. Leandra australis ingår i släktet Leandra och familjen Melastomataceae. Inga underarter finns listade i Catalogue of Life.